# Hoplomachus thunbergi
Hoplomachus thunbergi är en insektsart som först beskrevs av Carl Fredrik Fallén 1807.  Hoplomachus thunbergi ingår i släktet Hoplomachus och familjen ängsskinnbaggar. Inga underarter finns listade i Catalogue of Life.